# Alchemilla schmakovii
Alchemilla schmakovii es una especie de planta del género Alchemilla, perteneciente a la familia Rosaceae.

## Taxonomía
Alchemilla schmakovii fue descrita por Czkalov en 2015.

## Distribución
Se encuentra en el territorio de Europa Oriental hasta el sur de Siberia.